# Verschwiegenheitspflicht
Die Verschwiegenheitspflicht oder Schweigepflicht ist die rechtliche Verpflichtung bestimmter Berufsgruppen, ihnen anvertraute Geheimnisse nicht unbefugt an Dritte weiterzugeben. Im deutschen Strafgesetzbuch ist die Verletzung der Schweigepflicht in § 203 StGB als Verletzung von Privatgeheimnissen geregelt. Diese Taten sind ein in ihrer Häufigkeit „schwer überbietbares Massendelikt“. Sie werden von sozial gut integrierten Tätern begangen und werden kaum jemals als kriminelle Handlung wahrgenommen. Eine ernsthafte Verfolgung findet nicht statt.
Verpflichtet sein können sowohl Privatpersonen (Berufsgeheimnisträger) als auch Amtsträger des Staates selbst (sogenanntes Amtsgeheimnis). Dabei gilt der zur Verschwiegenheit Verpflichtete als Geheimnisträger, der zu Schützende als Geheimnisherr.
Im weiteren Sinn ist die Verschwiegenheitspflicht eng mit dem Datenschutz verknüpft, da der Verschwiegenheitspflicht nicht nur anvertraute Geheimnisse, sondern auch personenbezogene und andere Daten, wie z. B. Geschäftsgeheimnisse unterliegen können.
Gründe zur Entbindung von der Schweigepflicht können sein:
- Einwilligung des Geschützten,
- mutmaßliche Einwilligung des Geschützten,
- Pflicht zur Anzeige bestimmter schwerer, geplanter Straftaten,
- zur eigenen Verteidigung,
- Schutz höherwertiger Rechtsgüter.

## Historisches
Bereits der Eid des Hippokrates enthält die ärztliche Selbstverpflichtung: „Was ich bei der Behandlung sehe oder höre oder auch außerhalb der Behandlung im Leben der Menschen, werde ich, soweit man es nicht ausplaudern darf, verschweigen und solches als ein Geheimnis betrachten.“
Im antiken Rom hängte man bei Zusammenkünften eine Rose an die Decke und erinnerte damit die Anwesenden an die Pflicht zur Verschwiegenheit. Die in heutigen Beichtstühlen geschnitzte Rose dient dem gleichen Zweck: „sub rosa dictum“ – unter der Rose gesagt, das muss geheim bleiben.

## Zweck und gesetzliche Grundlagen in Deutschland
Die Schweigepflicht im engeren Sinn dient unmittelbar dem Schutz des persönlichen Lebens- und Geheimnisbereichs (Privatsphäre) einer Person, die sich bestimmten Berufsgruppen oder bestimmten staatlichen oder privaten Institutionen anvertraut. Dementsprechend schützt die Schweigepflicht das Recht auf informationelle Selbstbestimmung, welches in Deutschland Verfassungsrang hat. Das Recht auf informationelle Selbstbestimmung als Ausprägung des allgemeinen Persönlichkeitsrechts wurde durch ständige Rechtsprechung des Bundesverfassungsgerichts aus Art. 1 Abs. 1 in Verbindung mit Art. 2 Abs. 1 des Grundgesetzes entwickelt und erstmals 1983 im sog. Volkszählungsurteil formuliert.
In Deutschland hat der Gesetzgeber die Verschwiegenheitspflicht mit dem stärksten ihm zur Verfügung stehenden Mittel geschützt, nämlich der Androhung von Geld- oder Freiheitsstrafe in § 203 des Strafgesetzbuches (Verletzung von Privatgeheimnissen). Nach § 203 Abs. 5 StGB gilt die Geheimhaltungspflicht über den Tod des Geheimnisberechtigten hinaus.
Daneben kann sich eine Verschwiegenheitspflicht als Nebenpflicht unmittelbar und mittelbar aus zivilrechtlichen Verträgen ergeben. So besteht eine Pflicht zur Verschwiegenheit für Arbeitnehmer als Nebenpflicht aus dem Arbeitsvertrag bezüglich betrieblicher Geheimnisse gemäß § 242 des deutschen Bürgerlichen Gesetzbuches (Treu und Glauben).
Für Amtsträger, beispielsweise – deutsche – Beamte, besteht die Pflicht zur Dienstverschwiegenheit aufgrund von § 67 Bundesbeamtengesetz (BBG) und von § 37 Beamtenstatusgesetz (BeamtStG). Im deutschen Sozialrecht schützt § 35 SGB I die so genannten Sozialdaten, das sind die Informationen, die von den Leistungsträgern des Sozialgesetzbuches über die Versicherten und Leistungsempfänger erhoben werden. Den weiteren Umgang (Erhebung, Verarbeitung, Speicherung, Übermittlung) mit diesen Daten regelt § 67 ff. SGB X.
Für den Bereich der katholischen Kirche schützt das kirchliche Gesetzbuch Codex Iuris Canonici (CIC) das Persönlichkeitsrecht auf Schutz der Intimsphäre in Canon 220. Für Mitarbeiter mit Dienstverträgen nach den Arbeitsvertragsrichtlinien des Deutschen Caritasverbands (AVR) regelt § 5 AVR die Verschwiegenheitspflicht als besondere Dienstpflicht.
Standesrechtliche Normen für bestimmte Berufsgruppen (Berufsordnungen) regeln die Verschwiegenheitspflicht für ihren Bereich, z. B. für deutsche Rechtsanwälte § 43a Abs. 2 Bundesrechtsanwaltsordnung, näher konkretisiert in § 2 BORA. Für Ärzte ergibt sich dies aus § 9 der (Muster-)Berufsordnung. Die gesetzliche Verschwiegenheitspflicht für Steuerberater ist in § 57 Abs. 1 StBerG festgeschrieben.
Die ärztliche Verschwiegenheitspflicht (auch: ärztliche Schweigepflicht oder Arztgeheimnis) endet nach § 203 Abs. 4 StGB nicht mit dem Tod des Patienten (Geheimnisherr).
Mittelbar dient die Schweigepflicht auch der Funktionsfähigkeit bestimmter Berufe selbst.
- Beispiel: Wenn die Beratung z. B. durch einen psychologischen Psychotherapeuten von einem Vertrauensverhältnis abhängig ist, kann dies nur entstehen, wenn der Patient sich darauf verlassen kann, dass die anvertrauten Informationen nicht unbefugt weitergegeben werden.

## Schweigepflichtiger Personenkreis des § 203 StGB
Zur Verschwiegenheit verpflichtet sind gem. § 203 StGB insbesondere die Angehörigen folgender Berufe:
- Ärzte, Zahnärzte, Tierärzte, Apotheker und Angehörige anderer Heilberufe, deren Ausübung eine staatlich geregelte Ausbildung erfordert. Dazu gehören nicht Heilpraktiker
- Mitwirkende Personen von Ärzten, Zahnärzten, Tierärzten und Apothekern. Dazu zählen in der Medizin alle Mitarbeiter, die dem behandelnden Arzt in irgendeiner Funktion zuarbeiten und dabei Kenntnisse von der betreuten Person erlangen wie z. B. Gesundheits- und Krankenpfleger, Altenpfleger sowie Mitarbeiter des Rettungsdienstes. Der Kreis der unter die Schweigepflicht fallenden Hilfspersonen ist weit gefasst. Dazu gehören z. B. auch Laborpersonal, soweit es „eine im unmittelbaren ärztlichen Zusammenhang mit der ärztlichen Behandlung stehende Tätigkeit“ ausübt, und Berufspraktikanten im Verlauf eines Hochschulstudiums und Mitarbeiter einer privatärztlichen Verrechnungsstelle (§ 203 Abs. 1 Nr. 6 StGB)
- Berufspsychologen mit staatlich anerkannter wissenschaftlicher Abschlussprüfung
- Rechtsanwälte, Patentanwälte, Verteidiger
- Steuerberater, Notare, Wirtschaftsprüfer
- Ehe-, Familien-, Erziehungs- oder Jugendberater sowie Berater für Suchtfragen in einer staatlich anerkannten Beratungsstelle
- Mitglieder oder Beauftragte einer anerkannten Schwangerschaftskonfliktberatungsstelle
- staatlich anerkannte Sozialarbeiter und Sozialpädagogen
- Mitarbeiter eines Unternehmens der privaten Kranken-, Unfall- oder Lebensversicherung
- Amtsträger und Europäische Amtsträger (Amtsträger der EU) hinsichtlich ihnen bekannter Amts- sowie dienstlich bekannt gewordener Privatgeheimnisse
- Person, die Aufgaben oder Befugnisse nach dem Personalvertretungsrecht wahrnimmt
- der Beauftragte für Datenschutz beim oben genannten Personenkreis

Schweigepflichtig im Sinne des § 203 StGB ist immer der Geheimnisträger persönlich, nicht etwa die Organisation, in der er arbeitet. Die strafrechtliche Schweigepflicht kann nicht durch Weisung von Vorgesetzten aufgehoben oder abgeschwächt werden, weil sich das Direktionsrecht eines Arbeitgebers oder Behördenleiters nicht über strafrechtliche Vorschriften hinwegsetzen kann.
Aufgrund des Analogieverbots im deutschen Strafrecht ist die Auflistung in § 203 StGB abschließend und kann nicht im Wege der Auslegung über den Wortlaut hinaus auf dort nicht genannte Personen erweitert werden. Zur Erweiterung des schweigepflichtigen Personenkreises wäre im Hinblick auf das strafrechtliche Bestimmtheitsgebot vielmehr eine ausdrückliche Gesetzesänderung nötig. Bei den sozial helfenden Berufen sind zum Beispiel Diplom-Pädagogen und Erzieher nicht erfasst. Sie unterliegen deshalb nicht der Strafdrohung des § 203 StGB, haben aber die Verschwiegenheitspflicht aufgrund (arbeits-)vertraglicher oder sonstiger zivilrechtlicher Vorschriften zu beachten. Ein Verstoß hat bei diesen Personen deshalb nur zivil- und berufsrechtliche Konsequenzen, keine strafrechtlichen.
Auch Priester und Pfarrer unterliegen deshalb nicht der Strafdrohung des § 203 StGB. Bei ihnen kommen ggf. kirchenrechtliche Sanktionen zum Tragen (siehe insbesondere: Beichtgeheimnis).

## Was fällt unter die Schweigepflicht?
Regelmäßig besteht eine Verschwiegenheitspflicht hinsichtlich dessen, was dem Verpflichteten gerade in seiner beruflichen Eigenschaft anvertraut oder auf andere Weise bekannt wurde.
Das betrifft bspw. im medizinischen Bereich alle personenbezogenen Daten und Tatsachen wie z. B.:
- die Tatsache, dass überhaupt ein Behandlungsverhältnis zu einer bestimmten Person besteht, bestanden hat oder auch geplant ist,
- die Art der Verletzung oder Erkrankung,
- der Unfallhergang, Krankheitsverlauf etc.,
- die Ergebnisse der Untersuchung, die Diagnostik und (Verdachts-)Diagnose,
- die durchgeführten Maßnahmen sowie
- alle übrigen Informationen, die dem Helfer während des Behandlungsverhältnisses bekannt wurden (z. B. Wohn- und Lebenssituation, Sucht, sexuelle Orientierung, Vermögenslage, körperliche Hygiene).

Dies gilt, soweit die Einzelheiten Rückschluss auf eine bestimmte, damit identifizierbare Person zulassen, und auch über den Tod des Patienten/Klienten hinaus.

## Wem gegenüber gilt die Schweigepflicht?
Die Schweigepflicht gilt gegenüber jedem. Das sind z. B. auch Angehörige eines Betroffenen (auch von Minderjährigen, wobei hier Alter und Einsichtsfähigkeit zu berücksichtigen sind), Berufskollegen und Vorgesetzte des Schweigepflichtigen, soweit diese nicht selbst mit der Bearbeitung des konkreten Falles des Betroffenen befasst sind, die eigenen Freunde und Familienangehörige des Verpflichteten, die Massenmedien und abhängig von gesetzlichen Regelungen: Polizei, Staatsanwaltschaft und Gericht.
Mit der Verschwiegenheitspflicht geht in vielen Fällen ein Zeugnisverweigerungsrecht vor Gericht einher, auf das sich die Verpflichteten berufen können (in Deutschland z. B. § 53 StPO im Strafverfahren oder § 383 ZPO im Zivilverfahren).
Das Strafverfolgungsinteresse des Staates rechtfertigt eine Verletzung der Schweigepflicht nicht in jedem Fall. Ein Berufsgeheimnisträger kann sich deshalb auch durch eine Zeugenaussage vor Gericht strafbar machen. Das gilt zum Beispiel für die Anzeige von Impfpassfälschungen durch Apotheker, wobei der § 34 StGB ein Rechtfertigungsgrund sein kann.

## Rechtfertigende Offenbarungsbefugnisse
Die Verschwiegenheitspflicht verbietet nur die unbefugte Offenbarung fremder Geheimnisse. In bestimmten Fällen kann die Offenbarung deshalb gerechtfertigt sein.
Es ist zu unterscheiden, unter welchen Bedingungen Auskunft gegeben werden darf und muss. Das gilt zum Beispiel, wenn
- … die ausdrückliche Einwilligung des Betroffenen vorliegt.

Beispiele: Im Behandlungsvertrag, der mit dem Arzt oder dem Krankenhaus abgeschlossen wurde, willigt der Patient ein, dass personenbezogene Daten zu Abrechnungszwecken weitergegeben werden dürfen.
Private Krankenversicherungen und Lebensversicherungen verlangen in der Regel im Versicherungsantrag eine generelle Entbindung aller behandelnden Ärzte von der Schweigepflicht. Die Übermittlung von persönlichen Daten haben jedoch auf das hierfür erforderliche Maß begrenzt zu bleiben. Eine Schweigepflichtentbindung muss sich laut Bundesverfassungsgericht zunächst auf Vorinformationen beschränken, mit denen die Versicherung feststellen kann, welche Informationen tatsächlich für die Prüfung des Leistungsfalls relevant sind. Damit wurde das Recht auf informationellen Selbstbestimmung der Versicherungsnehmer gestärkt.
- … eine konkludente (stillschweigende oder mutmaßliche) Einwilligung vorliegt.

Beispiele: Der Rettungsdienst findet einen bewusstlosen Patienten auf, der mutmaßlich Opfer eines Raubüberfalls wurde. Die Polizei kann verständigt werden.
Im Rahmen der Dienstübergabe im Krankenhaus werden Patientendaten an die Ärzte und das Pflegepersonal im Folgedienst weitergegeben.
- … eine gesetzliche Auskunftspflicht besteht, z. B. gegenüber den Sozialleistungsträgern oder gemäß Infektionsschutzgesetz.

Beispiel: Krankenhäuser müssen den Krankenkassen bestimmte personenbezogene Daten eines Patienten mitteilen (§ 301 SGB V). Gegenüber dem Medizinischen Dienst der Krankenversicherung bestehen weiter gehende Offenbarungspflichten.
- … Sozialdaten, die einem Mitarbeiter eines Trägers der öffentlichen Jugendhilfe zum Zweck persönlicher und erzieherischer Hilfe anvertraut worden sind, von diesem unter den Voraussetzungen des § 65 SGB VIII weitergeben werden.
- ... die in § 4 Abs. 1 KKG genannten Berufsgeheimnisträger ein Tätigwerden des Jugendamtes für erforderlich halten, um eine Gefährdung des Wohls eines Kindes oder eines Jugendlichen abzuwenden.
- … ein rechtfertigender Notstand gemäß § 34 StGB vorliegt.

Wenn ein höherwertiges Rechtsgut gegenwärtig konkret gefährdet ist, ist der Bruch der Schweigepflicht nicht rechtswidrig. Eine Offenbarung des anvertrauten Geheimnisses ist nur zulässig, wenn eine Güterabwägung ergibt, dass der Bruch des Geheimnisses angemessen und geeignet ist, die drohende Gefahr abzuwenden und das zu schützende Rechtsgut das beeinträchtigte Rechtsgut (Vertrauensbruch) wesentlich überwiegt.
Beispiele:
1. Wenn eine Betreuungsbehörde in der Presse öffentlich kritisiert wird, kann ein Bruch der Schweigepflicht gerechtfertigt sein. Die Güterabwägung muss zu dem Ergebnis führen, dass der Schutz des öffentlichen Ansehens der Behörde einen Vertrauensbruch rechtfertigt. Dies gilt vor allem dann, wenn die Behauptungen falsch sind. Die Behörde darf aber nur die Daten offenbaren, die das öffentliche Ansehen wiederherstellen (Grundsatz der Verhältnismäßigkeit).
2. Ein Arzt muss sich in einem Strafverfahren gegen den Verdacht einer kunstfehlerhaften Behandlung wehren, er muss zivilrechtliche Schadensersatzansprüche abwehren oder seinen eigenen Honoraranspruch durchsetzen, weil der Patient nicht freiwillig zahlt.

Es besteht nach § 34 StGB im Allgemeinen keine Offenbarungspflicht, sondern nur eine Offenbarungsbefugnis. Ausnahmsweise kann dennoch eine Offenbarungspflicht bestehen, wenn das Leben oder die Gesundheit von Menschen akut und unmittelbar gefährdet ist und eine Offenbarung weiteren Schaden verhindern kann.
Beispiel: Die Bezirkssozialarbeiterin eines Jugendamtes stellt bei einem Hausbesuch eine lebensgefährliche Vernachlässigung bei einem Kind fest. Die Eltern des Kindes sind wegen einer akuten Drogenintoxikation nicht in der Lage, sich um das Kind zu kümmern. Der Rettungsdienst und eventuell die Polizei müssen gerufen werden.
- […] eine schwerwiegende Straftat geplant wird, die nach § 138 StGB anzeigepflichtig ist.

In diesem Fall besteht eine Offenbarungspflicht (Ausnahmen siehe § 139 StGB).
Beispiel: wenn der Arzt während der Behandlung eines Patienten Erkenntnisse über eine zukünftige Gefährdung anderer Personen erhält, weil der Patient bspw. einen Mord ankündigt, muss er diese Erkenntnis weitergeben.
Die Offenbarung von Privatgeheimnissen ist nicht schon deshalb gerechtfertigt und straflos, weil sie in Form einer Zeugenaussage vor Gericht erfolgt. Man kann sich also auch bei einer Zeugenaussage strafbar machen und an der Zeugenvernehmung beteiligte Personen können sich der Teilnahme schuldig machen.
Seit dem Pilotensuizid auf dem Germanwings-Flug 9525 im März 2015 wird in deutschen Medien eine Diskussion um die Lockerung der ärztlichen Schweigepflicht gegenüber den zuständigen Flugaufsichtbehörden geführt. Angesichts der bereits bestehenden Rechtslage werden Plänen der Durchbrechung der ärztlichen Schweigepflicht im Rahmen der Terrorismusbekämpfung gewichtige rechtliche Argumente entgegnet.

## Sanktionen
Ein Verstoß gegen die Verschwiegenheitspflicht ist gemäß § 203 StGB mit Geldstrafe oder Freiheitsstrafe bis zu einem Jahr strafbar; hat der Täter die Absicht, einen anderen zu schädigen oder sich oder einen anderen zu bereichern, oder begeht er die Tat gegen Entgelt, liegt die Höchststrafe bei zwei Jahren (§ 203 Abs. 6 StGB; im zuletzt genannten Fall liegt bei Amtsträgern und Europäischen Amtsträgern Tateinheit mit der wesentlich schwerer bestraften Bestechlichkeit vor).
Das Berufsrecht bestimmter Berufe droht in bestimmten Fällen mit dem Verbot der Berufsausübung, z. B. in § 5 Abs. 3 des Psychotherapeutengesetz.
Dazu kommen die standesrechtlichen Sanktionen, etwa Geldbußen.
Die Verletzung von Vertragspflichten, z. B. aus einem Arbeits- oder Dienstverhältnis, kann zu arbeitsrechtlichen Sanktionen bis hin zur Kündigung führen; zudem kann im Arbeitsvertrag eine Vertragsstrafe vorgesehen sein. Geschädigte können Schadenersatzansprüche geltend machen.
Täter kann nur eine Person aus dem schweigepflichtigen Personenkreis des § 203 StGB sein. Teilnahme in der Form von Anstiftung oder Beihilfe ist jedoch auch für andere Personen möglich, wobei dann ggf. eine Strafmilderung nach § 28 Abs. 1 StGB in Betracht kommen kann.
Die Tat ist ein Antragsdelikt, wird also nur verfolgt, wenn binnen drei Monaten ein Strafantrag gestellt wird (§§ 205, 77 ff. StGB).